# Quando Você Passa (Turu Turu)
"Quando Você Passa (Turu Turu)" é uma canção gravada pela dupla pop brasileira Sandy & Junior, lançada como single do álbum Sandy & Junior (2001).
Trata-se de uma releitura em português de uma canção italiana chamada "Turuturu". A versão foi composta por Ricardo Moreira (então gerente artístico da Universal Music) e se tornou um sucesso nas rádios, alcançando a segunda posição, sendo também uma das mais tocadas de 2002.
Uma versão ao vivo foi lançada pela dupla em 12 de julho de 2020, como single promocional do álbum Nossa História - Ao Vivo em São Paulo (2020).

## Antecedentes e composição
Após o sucesso do álbum Quatro Estações: O Show e dos singles, "A Lenda" e "Enrosca", a dupla anunciou, numa entrevista em abril de 2001, que gravariam dois CDs, um nacional e um internacional, e que iriam gravá-los em julho do mesmo ano. Para Sandy, "No álbum, há pelo menos duas músicas nossas, que achamos que vão entrar. Nós compomos juntos." Após os singles "O Amor Faz" e "A Gente Dá Certo", "Quando Você Passa (Turu Turu)" foi lançada como terceiro single do álbum, em janeiro de 2002.

## Composição e letra
"Quando Você Passa (Turu Turu)" é uma versão da canção "Turuturu", escrita por Francesco Boccia e Gianfranco Caliendo, adaptada em português por Ricardo Moreira. A canção é uma balada pop romântica sobre estar apaixonada a ponto de sentir-se diferente e fazer loucuras pela pessoa amada. No refrão, Sandy canta, "Esse turu turu turu aqui dentro, que faz turu turu quando você passa/Meu olhar decora cada movimento, até seu sorriso me deixa sem graça."
Na canção, Sandy mostra que faria tudo pelo amado, cantando, "Se eu pudesse te prender, dominar seus sentimentos, controlar seus passos, ler sua agenda e pensamento." Perto do final, Sandy declara que já não sabe mais o que fazer para ter esse amor, cantando, "Se é amor sei lá, só sei que sem você parei de respirar/E é você chegar pra esse turu turu turu turu vir me atormentar."

## Outras versões
A versão em espanhol da canção só foi gravada por um artista em 2006, quando a cantora espanhola Gisela gravou a canção para o seu terceiro álbum de estúdio, Ni te lo imaginas (2006). A versão, intitulada "Turu Turu", foi um sucesso nas paradas espanholas, alcançando o topo das músicas mais tocadas. Já no Brasil, a cantora paulistana Maria Gadú fez uma versão da canção com a própria Sandy para o seu CD/DVD, Multishow ao Vivo, de 2010. A versão entrou apenas no DVD do álbum. Sandy gravou uma releitura para seu DVD Manuscrito Ao Vivo (2011).

## Desempenho nas paradas e versões ao vivo
"Quando Você Passa (Turu Turu)" entrou nas paradas de sucesso do Brasil no dia 19 de janeiro de 2002. Na segunda semana, a canção entrou para o Top 20, indo para a posição de número 18. No dia 16 de fevereiro, a canção entrou para o Top 10, na posição de número 10, e no dia 3 de março de 2002, "Quando Você Passa" subiu para a posição de número 2, se tornando o maior sucesso do álbum nas paradas de sucesso. No fim de 2002, "Quando Você Passa (Turu Turu)" se tornou a 28ª música mais tocada do ano.
A dupla gravou uma versão ao vivo da canção para o terceiro álbum ao vivo, Ao Vivo no Maracanã (2002). Eles também gravaram uma versão acústica da canção, presente no último álbum da dupla, Acústico MTV (2007). Essa versão acústica recebeu certificado de platina pela Pro-Música Brasil, por vender mais de 100 mil cópias digitais.

## Videoclipes
"Quando Você Passa (Turu Turu)" não possui videoclipe oficial, mas muitos utilizaram um vídeo feito para o seriado da dupla como clipe promocional. A primeira versão do clipe, feita para a terceira temporada e utilizada no episódio "Amor, Esse Jogo Perigoso", obtém mais de 4 milhões de visualizações no YouTube. Já na quarta temporada, houve três clipes para a canção: no episódio "Agora Eu Sou Uma Estrela", em "Pelos Poderes de Freud" e "Na Pressão".

## Posição nas tabelas musicais
| Top (2001)       | Melhor posição |
| ---------------- | -------------- |
| Brasil - Hot 100 | 2              |

### Tabela musical de final de ano
| Tabelas musicais (2000) | Melhor posição |
| ----------------------- | -------------- |
| Brasil -Hot 100 Brasil  | 28             |

### Certificações
| País / Provedor            | Certificações | Vendas   | Notas                                            |
| -------------------------- | ------------- | -------- | ------------------------------------------------ |
| Brasil (Pro-Música Brasil) | Platina       | 100.000+ | Versão de estúdio do álbum Sandy & Junior (2001) |
| Brasil (Pro-Música Brasil) | Ouro          | 40.000+  | Versão ao vivo do álbum Nossa História           |